# Maltrata
Maltrata es una localidad del estado mexicano de Veracruz. Es cabecera del municipio de Maltrata.

## Demografía
| Censo | Población |
| ----- | --------- |
| 1900  | 3 231     |
| 1910  | 3 526     |
| 1921  | 3 100     |
| 1930  | 4 053     |
| 1940  | 3 807     |
| 1950  | 3 356     |
| 1960  | 4 606     |
| 1970  | 5 457     |
| 1980  | 6 744     |
| 1990  | 8 732     |
| 1995  | 9 792     |
| 2000  | 10 273    |
| 2005  | 10 631    |
| 2010  | 11 842    |
| 2020  | 13 206    |